# Historia de Asia

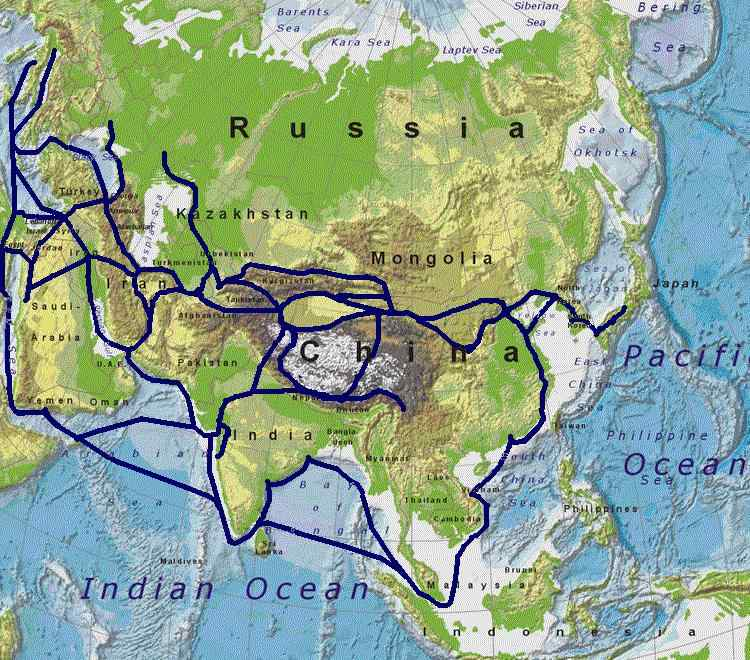
La Ruta de la Seda conectaba diversas civilizaciones a lo largo de Asia.

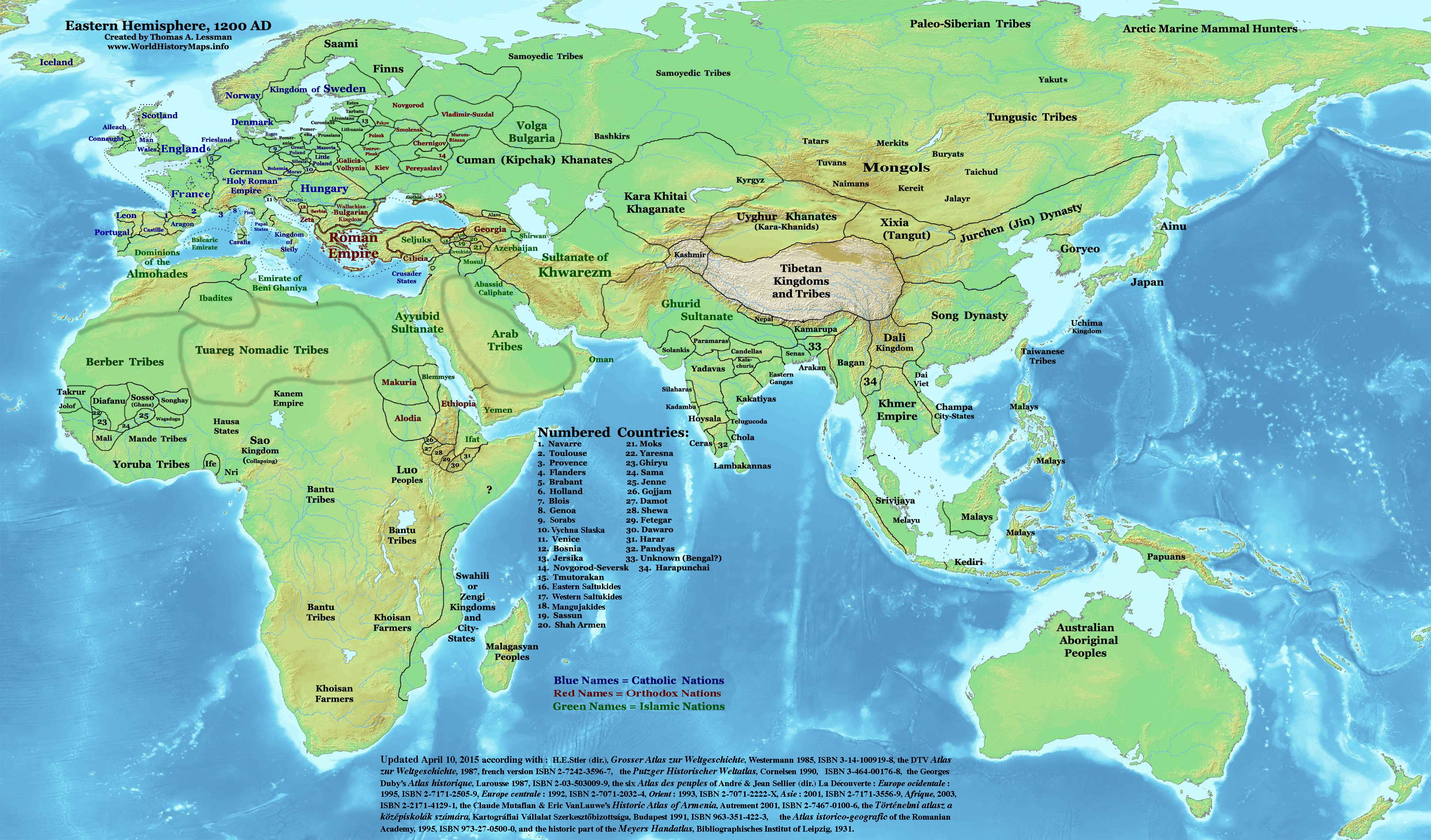
Asia en 1200, antes del Imperio Mongol.

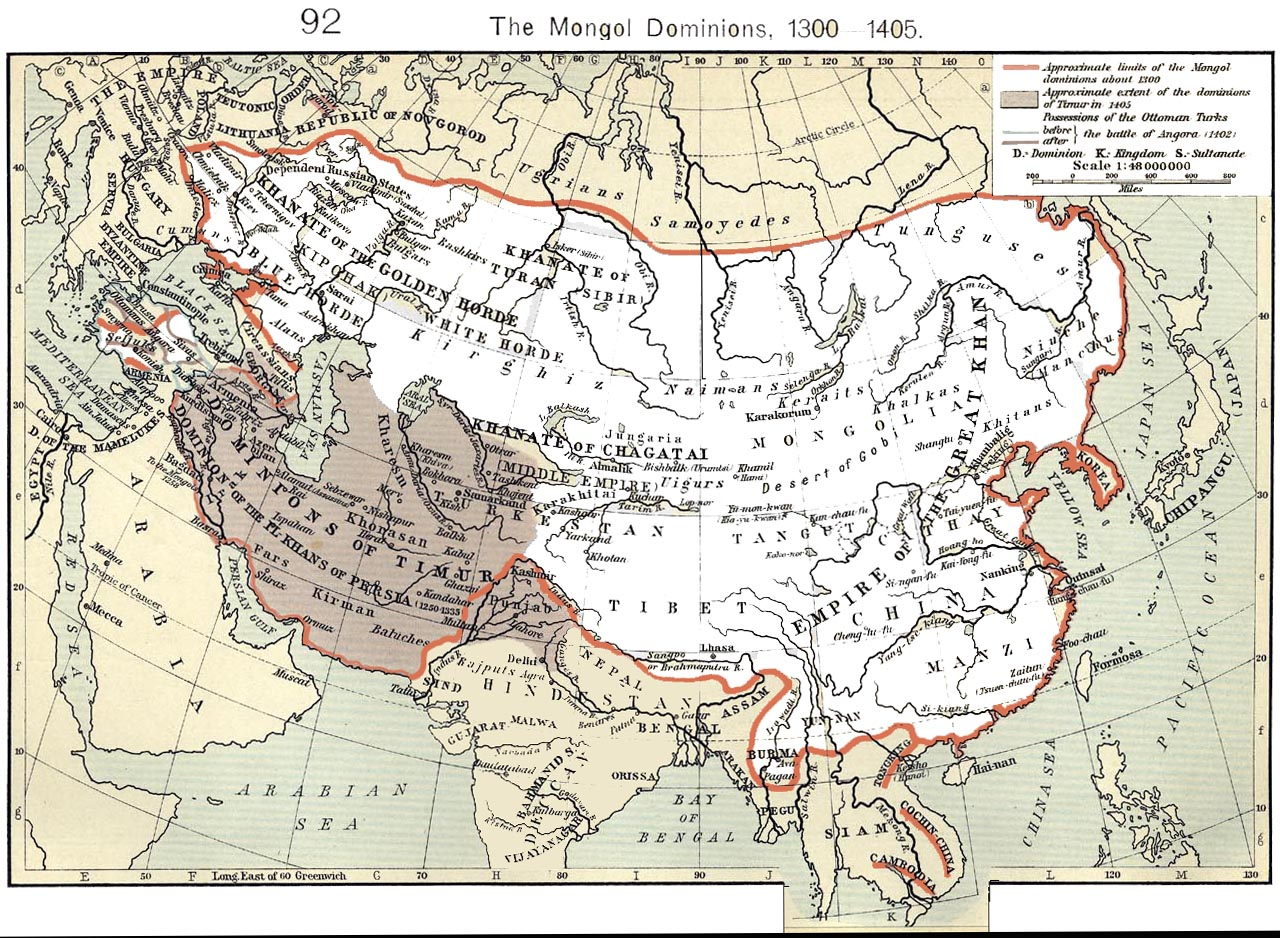
El mundo mongol, ca. 1300. La zona gris es el posterior Imperio Timúrida.

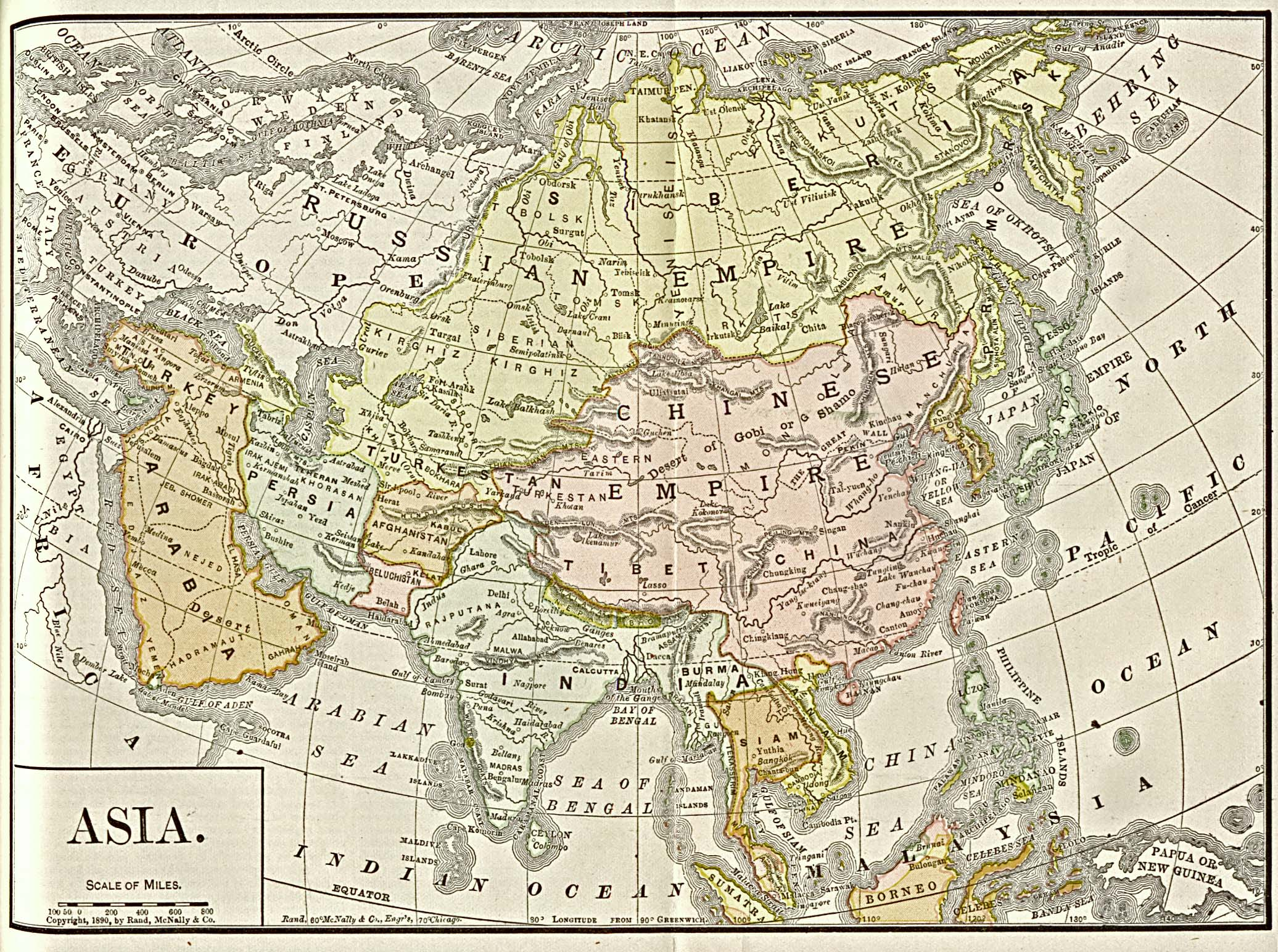
Mapa de Asia, 1892.

La historia de Asia comprende la historia colectiva de varias regiones de la periferia costera, de Asia Oriental, del Sur de Asia y del Oriente Medio, vinculadas por la masa interior de la estepa.
Si bien África se considera el lugar de nacimiento de la humanidad, se cree que Asia fue la cuna de la civilización, aunque esta en realidad no fue única y uniforme: la gran extensión del continente hizo casi inevitable que surgieran varias culturas de manera independiente: las primeras civilizaciones conocidas surgieron en la periferia costera, aunque también en otras regiones se desarrollaron alguna de las primeras comunidades alrededor de los fértiles valles de los ríos. Las civilizaciones mesopotámica, la índica y la china compartieron bastantes similitudes y, probablemente, intercambiaron tecnologías e ideas como las matemáticas y la rueda. Otras ideas como las de la escritura posiblemente se desarrollaron de manera individual en cada área. Las ciudades, estados y luego imperios se desarrollaron en estas tierras bajas.
La región de la estepa había estado habitada durante mucho tiempo por nómadas montados y desde las estepas centrales podían alcanzar todas las áreas del continente asiático. La más antigua de estas expansiones centrales conocida que salió de las estepas fue la expansión indoeuropea, que propagó sus lenguas y cultura a Oriente Medio ocupada por los iranios, India ocupada por los arios y el centro de Asia hasta las fronteras con la China antigua, donde se establecieron los tocarios. La zona septentrional del continente, que comprende gran parte de Siberia, era inaccesible a los nómadas esteparios debido a los densos bosques y la tundra  y por ello estaba escasamente poblada.
El centro y la periferia se mantuvieron separadas por montañas y desiertos. Las montañas del Cáucaso, los Himalayas, el desierto de Karakum y el desierto de Gobi formaban barreras que las hordas montadas de las estepas sólo podían cruzar con dificultad. Aunque tecnológica y culturalmente los habitantes de las ciudades estaban más avanzados, poco podían hacer militarmente para defenderse contra ellas. Sin embargo, las tierras bajas no tenían suficientes praderas abiertas para soportar una gran fuerza de caballería, y por eso los nómadas que conquistaron estados en China, India y Oriente Medio pronto se vieron obligados a adaptarse a las sociedades locales.
Los principales reinos antiguos en la interacción cultural como el gran emperador de Ciro II el Grande, que unificó a los pueblos de origen iraní en el reino de Persia. Después la creación del Imperio aqueménida (550 a. C.-330 a. C. aproximadamente), que extendió la cultura persa desde el mar Mediterráneo hasta el río Indo. La expansión india, la difusión de la civilización china, el dominio musulmán (conocido como el auge y expansión del islam) y mongol, la influencia china y mongola. Además los primeros inicios del dominio colonial de las grandes potencias europeas, como la exploración y colonización realizadas primeramente por España y Portugal, como la llegada de Fernando de Magallanes en 1521 quien descubrió la parte oriental del continente asiático seguido después por Juan Sebastián Elcano, y más tarde colonizadas por Francia, Gran Bretaña, Países Bajos y Rusia.
En la Edad Moderna, Asia constituyó el continente económicamente más productivo. Hacia 1500, Oriente Medio, India y China concentraban cerca del 60 % de la producción mundial, y poco antes de 1800 el 80 % de la misma. Durante el siglo XVIII, los textiles de India se exportaban extensivamente a Francia e Inglaterra. Y gran cantidad de productos industriales chinos estaban presentes tanto en la América colonial desde el siglo XVII como en Europa. Se estima que un 75 % de la plata extraída por los españoles en América acabó en China a cambio de la compra de productos manufacturados en China. La Revolución Industrial europea alteró este equilibrio, y mediante conquista militar gran parte de Asia pasó a estar controlada por potencias europeas.
Tras llegar a la independencia de los países colonizados de sus antiguas metropólis mediante la adopción de una respuesta al imperialismo propia en cada país, Asia vería el mantenimiento de esa independencia, la aparición de conflictos, la intensificación del nacionalismo, la confrontación ideológica y la expansión económica.

## Prehistoria
Según el arqueólogo Rakesh Tewari sobre Lahuradewa, en India las dataciones de C14 muestran que entre el 9000 y 8000 a. C. se cultiva arroz en ese sitio arqueológico, lo que convierte a Lahuradewa en el yacimiento neolítico más antiguo de todo el sur de Asia. La tecnología neolítica apareció en el subcontinente indio en la orilla occidental del aluvión del río Indo, hace aproximadamente 9000 años, evolucionando gradualmente hacia la Civilización del valle del Indo del tercer milenio a. C.
Por otro lado, Göbekli Tepe es uno de los yacimientos más antiguos de Asia occidental, situado en Anatolia sudoriental, en lo que actualmente es Turquía. Este asentamiento está datado en el Neolítico prealfarero, entre c. 9500 y 8000 a. C., el yacimiento comprende una serie de grandes estructuras circulares sostenidas por enormes pilares de piedra, los megalitos más antiguos conocidos del mundo.
El yacimiento prehistórico de Beifudi, cerca de Yixian, en la provincia china de Hebei. Provincia de Hebei, China, contiene reliquias de una cultura contemporánea a la Cishan y la Xinglongwa de alrededor del 8000-7000 a. C., culturas neolíticas al este de las montañas Taihang, llenando un vacío arqueológico entre las dos culturas del norte de China. La superficie total excavada supera los 1200 metros cuadrados y la colección de hallazgos neolíticos del yacimiento consta de dos fases.
Hacia el 5500 a. C. apareció la cultura Halafiana en Líbano, Israel, Siria, Anatolia y el norte de Mesopotamia, basada en la agricultura de secano.
En el sur de Mesopotamia se encontraban las llanuras aluviales de Sumer y Elam. Como las precipitaciones eran escasas, se necesitaban sistemas de irrigación. La cultura Ubaid floreció a partir del 5500 a. C.

### Mesolítico o Epipaleolítico
Otro artículo: Kajka

### Neolítico
Asia occidental fue la primera parte del mundo que vio  hacia un nuevo estilo de vida, el neolítico (modo de producción agropecuario), aunque en la zona de China y el sureste asiático también se desarrollaron comunidades agrícolas.
En Göbekli Tepe, en el sureste de Turquía, se encuentra un santuario datado hacia el 10.000 a. C., que se considera un ejemplo temprano del comienzo de la primera fase neolítica. Este sitio arqueológico fue habitado por cazadores-recolectores nómadas, ya que no hay viviendas permanentes en los alrededores. Se considera que en él está situado el lugar de culto conocido más antiguo conocido. 
Alrededor de 9000 a. C. se desarrolló el primer conjunto de culturas neolíticas aparecidas en el Creciente Fértil. En torno al 8000 a. C. apareció el primer núcleo urbano conocido, Jericó, en la franja sirio-palestina. Estaba rodeado por una muralla de piedra y mármol, y habría tenido una población de entre 2000 y 3000 habitantes, en un recinto con una enorme torre de piedra. La fecha exacta de su construcción no ha sido establecida con certeza, debido a que las pruebas del carbono 14 fueron analizadas en diferentes laboratorios. Jbeil (Biblos), en el actual Líbano, es otro yacimiento temprano. La cultura neolítica de Jericó evolucionó directamente de la cultura epipaleolítica local (Natufiense), cuyos integrantes fueron pioneros en la recolección del cereal silvestre, la cual posteriormente se transformó en una auténtica agricultura. Entre 8500 y 8000 a. C. las comunidades agrícolas comenzaron a extenderse hacia Anatolia, el Norte de África y la Alta Mesopotamia. 
El yacimiento prehistórico de Beifudi, cerca de Yixian, provincia de Hebei, en China, contiene restos de una cultura contemporánea con las culturas Cishan y Xinglongwa (ca. 8000 - 7000 a. C.), neolíticas y al este de los Montes Taihang, cayendo así en un vacío arqueológico entre estas dos sociedades de China septentrional. El área total excavada supera los 1200 m² y los hallazgos neolíticos se reparten en dos fases. Ca. 5500 a. C. la cultura halafiana aparece en Levante, Siria, Anatolia y la alta Mesopotamia, basada en la agricultura de secano. En la baja Mesopotamia se hallaban las llanuras aluviales de Súmer y de Elam. En ellas se registra por primera vez la aparición de sistemas pluviales de riego. La cultura de El Obeid floreció en torno al 5500 a. C.

## Historia

### Historia Antigua

#### Calcolítico
En esta etapa se desarrolló la metalurgia del cobre, principalmente en el Próximo Oriente, y las comunidades agrarias centralizaron poco a poco sus funciones en núcleos urbanos, dando lugar a Estados muy arcaicos. 

#### Edad del Bronce
La Edad del Bronce empezó en torno a 3500 a. C., reemplazando a las culturas neolíticas del Próximo Oriente, que fundaron los primeros Estados con funciones centralizadas perfectamente definidas, y con dos elementos indispensables para su funcionamiento, el templo primero, y después el palacio. China y Vietnam fueron otros centros metalúrgicos que también desarrollaron sociedades estatales arcaicas.

#### Edad del Hierro
Durante la edad de hierro además de Oriente Próximo, en India y en China existieron imperios políticamente centralizados y un desarrollo urbano notorio. En otras regiones predominaron los pueblos nómadas. La cuna de la civilización china se sitúa en el norte de China, en la cuenca del río Amarillo. La dinastía semi-mítica de los Xía es contemporánea de la civilización del Indo. A esta dinastía le siguieron las dinastías Shang (1750 a. C. - 1040 a. C.) y Zhou. En el siglo VIII, el reino de los Zhou se divide en principios independientes, durante un periodo conocido como "Primaveras y Otoños", en el que ocurrieron muchas innovaciones. Durante ese período aparecen el taoísmo y el confucianismo que influirían poderosamente en la historia china posterior.
En el oeste de India, la civilización de los indos, nacida a mitad del III milenio a. C. se había extinguido unos mil años más tarde. A partir del año 1500 a. C., los arya, seminómadas de origen indoeuropeo, penetraron en el norte de la cuenca del Indo. Poco a poco se fueron imponiendo a las poblaciones preindoeuropeas, extendiéndose su lengua y su religión, que se transformaría más tarde en el germen del hinduismo.

#### Primeros reinos
La dinastía Aqueménida del Imperio Persa, fundada por Ciro II el Grande, que gobernó un área de la Antigua Grecia y Turquía hasta el río Indo y Asia central durante los siglos IV,V y siglo VI a. C. Alejandro Magno conquistó este imperio en el siglo IV a. C. El Imperio romano tomó más tarde el control de algunas partes de Asia occidental. Los sucesivos imperios seléucida, parto y sasánida de Persia dominaron Asia occidental durante siglos. Muchas civilizaciones antiguas fueron influenciadas por la Ruta de la seda, que conectaba China, la India, Oriente Medio y Europa. Dos religiones, el hinduismo y del budismo, que surgieron en la India, tuvieron una influencia trascendental en el Sur, Este y Sureste de Asia.

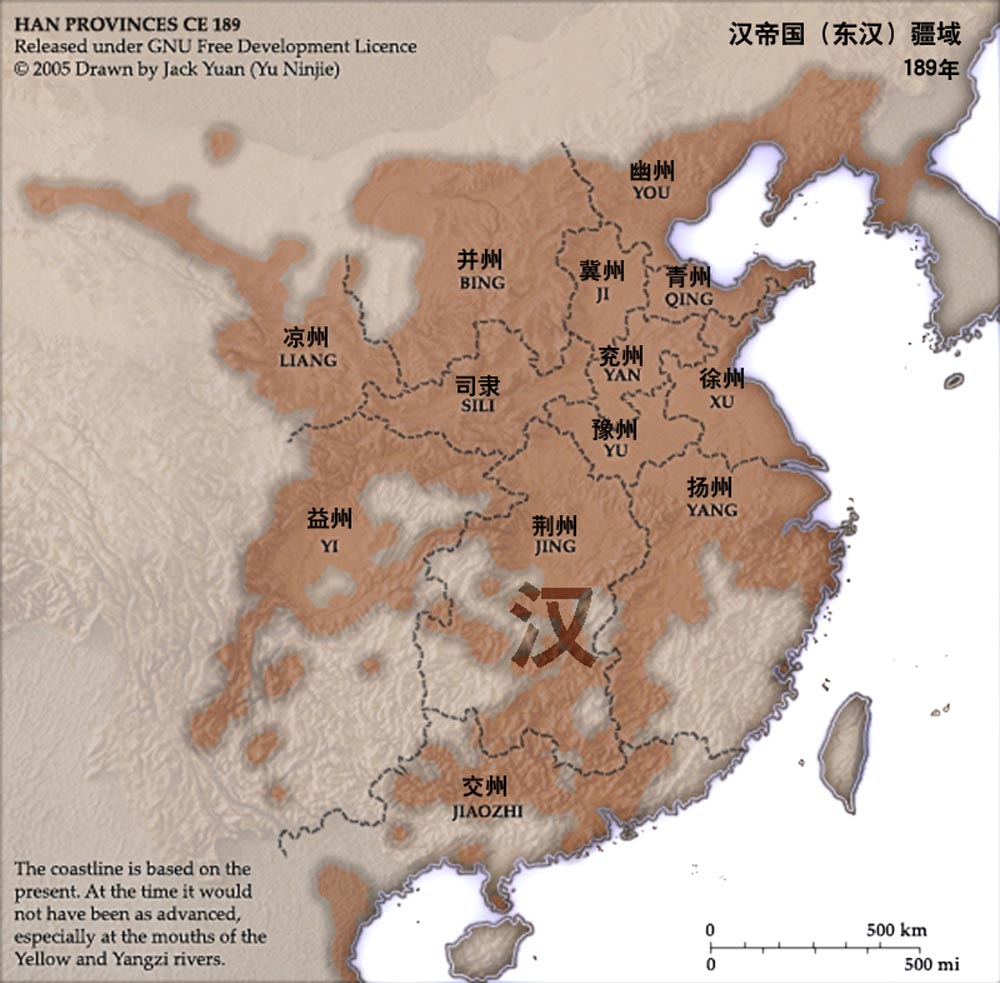
Extensión del territorio controlado por la dinastía Han hacia el 190 d. C. y división provincial.

En el siglo VI a. C. había empezado un período de guerras por la hegemonía en China, en el 221 a. C. el reino de los Qin conquista a todos los otros reinos y su rey adopta el título de primer emperador (Shi Huangdi). La capital de Qin, llamada Xiangyang, se convierte en la capital del imperio. En el norte de China, los xiongnu, nómadas probablemente de lengua túrquica dominan gran parte de las estepas. Los yuezhi eran otro grupo de origen probablemente indoeuropeo, identificado con los tocarios, también eran indoeuropeos los śaka emparentados con escitas y sármatas de Europa oriental. A partir del 206 a. C. la dinastía de los Han sustituó a las de los Qin, y siguieron teniendo durante cuatro siglos un reino unificado origen de la futura China imperial. Los Han estaban en conflicto casi permanente con los xiongnu. Poco después del 170 a. C. los xiongnu expulsan a los yuezhi hacia el oeste. Hacia finales del siglo II a. C. los Han conquistaron el centro de la península coreana y el territorio de los vietnamitas (Nam Viet).

El imperio Maurya en su máximo apogeo.

Entre los reinos fundados por los arios, el de Mágadha, con capital en Pataliputra, se volvió el más poderoso en el siglo VI a. C.. Buda que habría nacido hacia el 560 a. C. vivió durante el esplendor de Mágadha. Chandragupta Maurya, que se convirtió en rey de Mágadha e el 320 a. C. fundó la dinastía Maurya y conquistó militarmente todo el norte de la India. El imperio de los Maurya alcanzó su apogeo bajo el reinado de Aśoka (269 a. C. -232 a. C.). En el noroeste de la India, se extendieron entonces los reinos seleúcida y grecobactriano, herederos del imperio de Alejandro Magno (muerto en el 323 a. C.). En el sur, en el territorio de las lenguas dravídicas se establecieron los reinos tamiles. El hundimiento del imperio de los Maurya en la primera mitad del siglo II a. C., llevó consigo la fragmentación política de la India. El reino de Andhra se consolida en el siguiente siglo en el centro del Decán, es un reino de lengua dravídica (telugu) y de religión hinduista. En el noroeste de la India se dieron varias invasiones de pueblos seminómadas, como los yuezhi (s. II a. C) que ocuparon el puesto de los śaka empujándolos hacia el sur. Los śaka se adentraron continuamente en la India, mientras que los yuezhi se instalaron en Bactriana. Entre los yuezhi un clan terminó por imponerse, los kushanas. Estos últimos formaron un extenso imperio a mediados del siglo I d. C. que abarcaba todo el noroeste de la India, este imperio alcanzó su apogeo un siglo más tarde. Los cingaleses, procedente de la India, dieron su nombre a la isla de Ceilán, convertidos al budismo, se organizaron como reino a partir del siglo II a. C.

### Edad Media
Entre los siglos IV y V al igual que sucedió en Europa, hubo una notable presión de los pueblos nómadas y seminómadas del norte de Asia sobre los imperios centralizados. Estas grandes migraciones al igual que en Europa pudieron verse afectadas en algún momento por factores climático que llevó a los pueblos más septentrionales a desplazarse hacia regiones más templadas en busca de mejores condiciones de vida.

#### India medieval
En el norte de la India el imperio Kuṣāṇ fue formado por pueblos iranios nororientales, relacionados estrechamente con los escitas del NE de Europa. La expansión de estos pueblos hacia el sur de la India fue detenida por el imperio gupta. Posteriormente el imperio Kuṣāṇ fue severamente afectado por el empuje de los persas sasánidas en el siglo II y finalmente los restos de su imperio fueron barridos por los hunos blancos de origen túrquico y procedentes del centro de Asia. A partir del 320 d. C. la dinastía de los gupta reina en Magadha, y en algunos decenios su reino acabó ocupando todo el norte de la India. En el sur continuó la fragmentación política.
El imperio gupta desaperció en el s. VI, pero un rey hindú consiguió reconstruir un imperio en el norte de la India en la primera mitad del siglo VII y el reino de los Pala adquirió importancia en el siglo VIII. Al oeste de la India, en la primera mitad del siglo VII, se había formado el califato islámico, que había penetrado hasta Afghanistán. Los estados sucesores del califato acabarían dominando la India.

#### China medieval
En China el final de la dinastía Jin (265-420) inició un período de inestabilidad política, dividiéndose el territorio en numerosos reinos independientes que no fueron unificados hasta el advenimiento de la dinastía Sui (581-618) que reunificó la región en un nuevo reino centralizado y fue sucedida por la dinastía Tang (618-907) que fue aún más duradera y perduró hasta el siglo X. Tras otro período de fragmentación territorial las dinastías Song (960-1279) y Yuan (1279-1368) fueron estables y mantuvieron una integradidad territorial notable hasta el final de la Edad Media.
Las estepas del norte del país estuvieron dominadas primero por los xianbei, pueblos tunguses procedentes del este y que habían desplazado a los xiongnu. Posteriormente los xianbei serían desplazados por los ruanruan (mongoles).
A partir del siglo IV hubo irrupciones de pueblos de las estepas en los reinos chinos, edificando reinos efímeros. Poco antes del 400 los tabgatch (tuoba), pueblos túrquicos, comienzan a prevalecer en el norte de China.

#### Península indochina
La potencia hegemónica más antigua de la región fue el reino de Funán, cuyos orígenes se remontan posiblemente al siglo I d. C. Este reino es ante todo una potencia marítima que comercia entre China e India, la adscripción étnica de Funán no está clara (podrían ser pueblos mon-jemer o tal vez pueblos malayo-polinesios). Más al norte el reino de Chenla es un reino jemer que fue vasallo del reino de Funán. Más al este reino de Champa es el reino de los cham, que son un pueblo malayo-polinesio. En la misma región durante el siglo IV aparecen las ciudades-estado de los pyu al noroeste, formada por pueblos tibetano-birmanos. Todos estos reinos experimentan en grados diversos el influjo cultural de la India.

#### Corea y Japón
Los Han habían abandonado Corea en el siglo II d. C., esto permitió que se consolidaran tres reinos: Koguryo, Paekche y Silla. Por otra parte los orígenes del estado japonés de Yamato, que aparece en el siglo IV d. C. no son bien conocidos.

#### Otras regiones
Durante este período en Filipinas surgió el reino de Tondo. A partir del siglo XIII, en al norte de China y en el centro de Asia surgen entidades políticas que tras ser unificadas por Gengis Kan darán paso al mayor imperio asiático de la historia, el imperio mongol (1206-1368).

### Edad Moderna
La era moderna en China empieza con la dinastía Ming (1368-1644) instalada en el poder. Al final del período Ming, durante poco tiempo, predominó la dinastía Shun y posteriormente la más duradera dinastía Qing (1644-1912).
En India al inicio de este período la potencia más importante fue el imperio vijayanagara que controlaba todo el sur de India, cuya supremacía acabó por la instauración del imperio mongol, al que sucedería el imperio maratha que controló el norte, centro y parte del sur de India. A partir del siglo XVIII los británicos empiezan a influir en la política de India y acabarán formando el raj británico.
En la Edad Moderna, Asia constituyó el continente económicamente más productivo. Hacia 1500, Oriente Medio, India y China concentraban cerca del 60% de la producción mundial, y poco antes de 1800 el 80% de la misma. Durante el siglo XVIII, los textiles de India se exportaban extensivamente a Francia e Inglaterra. Y gran cantidad de productos industriales chinos estaban presentes tanto en la América colonial desde el siglo XVII como en Europa. Se estima que un 75% de la plata extraída por los españoles en América acabó en China a cambio de la compra de productos manufacturados en China. La revolución industrial europea alteró este equilibrio, y mediante conquista militar gran parte de Asia pasó a estar controlada por potencias europeas.

### Edad Contemporánea
Durante el siglo XIX ningún territorio de Asia quedó libre de la influencia del imperialismo europeo y estadounidense. Si bien algunas regiones como Irán (Persia), Japón o China no fueron ocupados permanentemente por fuerzas militares europeas como pasó en gran parte del continente tuvieron conflictos con los europeos y ocasionalmente fuerzas militares temporalmente establecidas en sus territorios, que obligaron a sus gobernantes a seguir políticas favorables a intereses europeos. Otros territorios fueron ocupados directamente por los europeos y fueron administrados como territorios coloniales, empleados como fuente de recursos para las metrópolis coloniales.

## Desarrollos regionales

### Oriente Próximo
El Oriente Próximo, confundido en ocasiones con el Oriente Medio, es la región que comprende la península arábiga, Mesopotamia y la región de Palestina (ahora parte de Arabia Saudita, Jordania, Líbano, Siria, Irak, Israel y el territorio de Palestina). Está cerca del valle del Nilo (ocupado por el actual Egipto), la península de Anatolia (hoy Turquía) y los montes Zagros (hoy Irán). La región conforma una unidad histórica por ser el cruce de varias vías de comunicación entre Europa y Asia, razón por la que ha sido la cuna de múltiples culturas y civilizaciones, y también en un territorio fértil para el cruce de arte, ciencia, política y religión. Por lo mismo ha sido también una región sumamente castigada por guerras e invasiones.
En Mesopotamia se desarrollaron las primeras civilizaciones de la historia, como la de Antigua Mesopotamia. En Oriente Próximo también surgieron las grandes religiones monoteístas, centradas en el área de Palestina. El Imperio persa y la civilización helenística ocuparon más adelante la zona, aportando su cultura.  Todos ellos fueron absorbidos por el Imperio romano hacia el siglo I a. C., pasando a ser provincias latinizadas. El Imperio se dividió en dos mitades y la oriental pasó a ser conocida como Imperio bizantino, por el auge de la capital (Bizancio).
La llegada del Islam en la península arábiga cambió por completo el mapa político de la región, que pasó a depender de los califas. Se puede considerar la edad de oro de la región, con un renacimiento cultural y urbano. Los turcos, también de religión musulmana, acabaron expulsando las dinastías árabes, especialmente los turcos otomanos. Durante toda la Edad Media los cristianos lucharon contra estos (sobre todo en las cruzadas) para recuperar el dominio sobre lo que consideraban Tierra Santa. El Imperio otomano, sin embargo, sobrevivió hasta el siglo XIX, cuando se descuartizó por la presión de las potencias europeas.
Surgieron entonces la mayoría de los Estados del siglo XX, manteniendo la hegemonía musulmana. Después de la Segunda Guerra Mundial, con el nacimiento del Estado de Israel, la región sufrió una serie de guerras, apoyadas por Occidente (que buscaba dominar un área rica en recursos naturales). La inestabilidad ha sido una constante desde mediados del siglo XX.

### Asia del Sur
El subcontinente indio fue la sede de una de las primeras civilizaciones humanas, contemporánea a la sumeria: el valle del Indo. Este pueblo ha dominado siempre la región en las sucesivas evoluciones que ha sufrido, detalladas en el artículo Historia de la India.
El resto de países han mezclado la influencia india con las culturas de Asia Oriental, que se refleja en la convivencia entre el hinduismo y el budismo. Con la expansión musulmana, algunos países se convirtieron al islam y adoptaron algunos rasgos de la cultura árabe.

### Asia Oriental
La Historia de Asia Oriental abarca las historias de China, Japón, Corea, Mongolia y Taiwán desde la prehistoria hasta el presente. Algunos estudiosos incluyen a Vietnam como parte de Asia Oriental, ya que ha sido considerado parte de la mayor sinoesfera  de influencia china.
La región de Asia oriental no es uniforme y cada uno de sus países tiene una historia nacional diferente, pero los estudiosos sostienen que la región también se caracteriza por un patrón distinto de desarrollo histórico, lo que se pone de manifiesto en la interrelación entre los países de Asia Oriental, que no únicamente implica la suma total de los patrones históricos, sino también un conjunto específico que ha afectado a toda o la mayor parte de Asia Oriental en capas sucesivas.
En China se desarrolló otra de las civilizaciones tempranas y ha mantenido la hegemonía en la región. En su expansión, extendió su cultura en las estepas (sobre todo a través de la Ruta de la Seda), los países del sur y Japón. Este último constituye otro de los polos de poder de la zona, sobre todo a partir del siglo XX por el auge tecnológico y económico que experimentó.

### Las estepas y Asia central
Los pueblos indoeuropeos poblaban las estepas desde la prehistoria y con sus migraciones hacia el sur y el oeste configuraron la mayoría de civilizaciones europeas. El clima árido y la orografía del terreno marcaron los movimientos de estos pueblos, propiciando el aislamiento de las comunidades, que de esta manera desarrollaron culturas propias.
Posteriormente las estepas fueron colonizadas por el Imperio mongol y por tropas persas y chinas. Los diferentes valles serían las precursoras de los países de Asia Central.
A partir del siglo XIX entra en juego una nueva potencia: el imperio ruso. Éste se extendió por gran parte del continente. Con la creación de la Unión Soviética, los países pasaron a ser repúblicas dependientes de Moscú y con un régimen comunista (el comunismo llegó incluso a las civilizaciones más orientales, como la china y la coreana). Con la caída de la URSS, los antiguos pueblos se convirtieron en Estados independientes, con gran mezcla étnica y religiosa.